# Lysica
Lysica – wieś (obec) na Słowacji położona w kraju żylińskim, w okręgu Żylina. Pierwsze wzmianki o miejscowości pochodzą z roku 1475.
Według danych z dnia 31 grudnia 2010, wieś zamieszkiwało 835 osób, w tym 423 kobiety i 412 mężczyzn.
W 2001 roku rozkład populacji względem narodowości i przynależności etnicznej wyglądał następująco:
- Słowacy – 98,17%
- Czesi – 0,57%
- Morawianie – 0,11%
- Romowie – 0,11%